# Renate Cerljen
Renate Veronica Cerljen (Staffanstorp, 26 marzo 1988) è una modella svedese, eletta prima Miss Universo Svezia il 6 luglio 2009.
Cerljen ha rappresentato la Svezia a Miss Universo 2009 che si è tenuto alle Bahamas il 23 agosto 2009, dove si è piazzata fra le quindici finaliste del concorso.
In precedenza la Cerljen era stata una promettente ginnasta, ma aveva dovuto abbandonare la pratica agonistica per un infortunio.
Renate Cerljen è stata la prima concorrente non vincitrice del titolo di Miss Svezia dal 1952, a rappresentare la propria nazione a Miss Universo, dato che l'organizzazione di Miss Svezia aveva perso i diritti per Miss Universo nei primi periodi del 2009. La Cerljen è stata anche la prima delegata della Svezia a partecipare ad un concorso internazionale dal 2006, anno in cui Josephine Alhanko si era piazzata nella Top 20. Riuscendo a classificarsi nella top 15, la Cerljen è diventata la ventinovesima svedese ad arrivare alle semifinali di Miss Universo.
Nel maggio 2010 Cerljen si è piazzata quinta al concorso Miss Beauty of the World, che si è tenuto in Cina. Sempre nel 2010 Renate Cerljen è stata una dei giudici di Miss Sinergy, concorso annuale organizzato dalla House of Sweden a Washington.